# Seznam dílů seriálu Euforie
Toto je seznam dílů seriálu Euforie.

## Přehled řad
| Řada     | Díly | Premiéra na HBO  | Premiéra na HBO |
| Řada     | Díly | První díl        | Poslední díl    |
| -------- | ---- | ---------------- | --------------- |
| 1        | 8    | 16. června 2019  | 4. srpna 2019   |
| speciály | 2    | 6. prosince 2020 | 24. ledna 2021  |
| 2        | 8    | 9. ledna 2022    | 27. února 2022  |

## Seznam dílů

### První řada (2019)
| Č. v seriálu | Č. v řadě | Název                                                        | Český název                           | Režie              | Scénář       | Premiéra na HBO   |
| ------------ | --------- | ------------------------------------------------------------ | ------------------------------------- | ------------------ | ------------ | ----------------- |
| 1            | 1         | Pilot                                                        | Pilot                                 | Augustine Frizzell | Sam Levinson | 16. června 2019   |
| 2            | 2         | Stuntin' Like My Daddy                                       | Chovat se jako táta                   | Sam Levinson       | Sam Levinson | 23. června 2019   |
| 3            | 3         | Made You Look                                                | Vzhled                                | Sam Levinson       | Sam Levinson | 30. června 2019   |
| 4            | 4         | Shook Ones, Pt. II                                           | Shook Ones Pt. II                     | Sam Levinson       | Sam Levinson | 7. července 2019  |
| 5            | 5         | 03 Bonnie and Clyde                                          | Bonnie a Clyde                        | Jennifer Morrrison | Sam Levinson | 14. července 2019 |
| 6            | 6         | The Next Episode                                             | Další epizoda                         | Pippa Bianco       | Sam Levinson | 21. července 2019 |
| 7            | 7         | The Trials and Tribulations of Trying to Pee While Depressed | Útrapy a strasti při čurání v depresi | Sam Levinson       | Sam Levinson | 28. července 2019 |
| 8            | 8         | And Salt the Earth Behind You                                | And Salt the Earth Behind You         | Sam Levinson       | Sam Levinson | 4. srpna 2019     |

### Speciály (2020–2021)
| Č. v seriálu | Č. v řadě | Název                                            | Český název    | Režie        | Scénář                        | Premiéra na HBO  |
| ------------ | --------- | ------------------------------------------------ | -------------- | ------------ | ----------------------------- | ---------------- |
| 9            | 1         | Trouble Don't Last Always (Part 1: Rue)          | 1. část: Rue   | Sam Levinson | Sam Levinson                  | 6. prosince 2020 |
| 10           | 2         | Fuck Anyone Who's Not a Sea Blob (Part 2: Jules) | 2. část: Jules | Sam Levinson | Sam Levinson a Hunter Schafer | 24. ledna 2021   |

### Druhá řada (2022)
| Č. v seriálu | Č. v řadě | Název                                                       | Český název                                              | Režie        | Scénář       | Premiéra na HBO |
| ------------ | --------- | ----------------------------------------------------------- | -------------------------------------------------------- | ------------ | ------------ | --------------- |
| 11           | 1         | Trying to Get to Heaven Before They Close the Door          | Snažím se dostat do nebe, než zavřou bránu               | Sam Levinson | Sam Levinson | 9. ledna 2022   |
| 12           | 2         | Out of Touch                                                | Mimo dosah                                               | Sam Levinson | Sam Levinson | 16. ledna 2022  |
| 13           | 3         | Ruminations: Big and Little Bullys                          | Velký a malý tyran                                       | Sam Levinson | Sam Levinson | 23. ledna 2022  |
| 14           | 4         | You Who Cannot See, Think of Those Who Can                  | Drink před válkou                                        | Sam Levinson | Sam Levinson | 30. ledna 2022  |
| 15           | 5         | Stand Still Like the Hummingbird                            | Bez hnutí jako kolibřík                                  | Sam Levinson | Sam Levinson | 6. února 2022   |
| 16           | 6         | A Thousand Little Trees of Blood                            | Když se kácí les...                                      | Sam Levinson | Sam Levinson | 13. února 2022  |
| 17           | 7         | The Theater and Its Double                                  | Divadlo a jeho dvojník                                   | Sam Levinson | Sam Levinson | 20. února 2022  |
| 18           | 8         | All My Life, My Heart Has Yearned for a Thing I Cannot Name | Celý život mé srdce toužilo po tom, co neumím pojmenovat | Sam Levinson | Sam Levinson | 27. února 2022  |

## Sledovanost

### První řada (2019)
| Díl | Hodnocení na IMDb (0–10) | Sledující premiéru (miliony) | Zdroje |
| --- | ------------------------ | ---------------------------- | ------ |
| 1   | 8.3                      | 0.577                        | [ 1 ]  |
| 2   | 8.3                      | 0.574                        | [ 2 ]  |
| 3   | 8.6                      | 0.493                        | [ 3 ]  |
| 4   | 9.2                      | 0.609                        | [ 4 ]  |
| 5   | 8.3                      | 0.579                        | [ 5 ]  |
| 6   | 8.4                      | 0.569                        | [ 6 ]  |
| 7   | 8.7                      | 0.549                        | [ 7 ]  |
| 8   | 8.4                      | 0.530                        | [ 8 ]  |

### Speciály (2020–2021)
| Díl | Hodnocení na IMDb (0–10) | Sledující premiéru (miliony) | Zdroje |
| --- | ------------------------ | ---------------------------- | ------ |
| 1   | 9.0                      | 0.236                        | [ 9 ]  |
| 2   | 8.9                      | 0.109                        | [ 10 ] |